# Rima Hadley
Die Rima Hadley ist eine Mondrille auf der Mondvorderseite am östlichen Rand des Palus Putredinis am Fuß der Montes Apenninus.
Die Rille ist die am besten erforschte Mondrille, da die Apollo-Mondlandefähre der Apollo-15-Mission in unmittelbarer Nähe landete.
Die Rille ist stellenweise circa 1,5 km breit und zwischen 180 und 270 m tief.
Astronaut David Scott hinterließ hier eine Skulptur und eine Plakette, die an die Astronauten erinnern soll, die auf Missionen oder im Training starben. Dort befindet sich auch der dritte der drei Lunar Laser Ranging-Reflektoren, der im Rahmen des Apollo-Programms von den Astronauten dort aufgestellt wurde. Mit diesem ist bis heute eine bis auf wenige Zentimeter genaue Messung der Entfernung des Mondes von der Erde möglich. Für die Herstellung der Prismen wurde ein hochtemperaturfestes Quarzglas mit einem besonders niedrigen Brechungsindex verwendet. Die Entwicklung des Glases und die Herstellung der Prismen wurde von der Firma Heraeus in Hanau unter anderem von den Ingenieuren Heinrich Mohn und Peter Hitzschke durchgeführt.